# Longèves (Vendée)
Longèves és un municipi francès situat al departament de Vendée i a la regió de País del Loira. L'any 2007 tenia 1.161 habitants.

## Demografia

### Població
El 2007 la població de fet de Longèves era de 1.161 persones. Hi havia 432 famílies de les quals 76 eren unipersonals (24 homes vivint sols i 52 dones vivint soles), 140 parelles sense fills, 200 parelles amb fills i 16 famílies monoparentals amb fills.
La població ha evolucionat segons el següent gràfic:
Habitants censats

### Habitatges
El 2007 hi havia 454 habitatges, 432 eren l'habitatge principal de la família, 9 eren segones residències i 13 estaven desocupats. 448 eren cases i 6 eren apartaments. Dels 432 habitatges principals, 353 estaven ocupats pels seus propietaris, 72 estaven llogats i ocupats pels llogaters i 7 estaven cedits a títol gratuït; 1 tenia una cambra, 10 en tenien dues, 35 en tenien tres, 120 en tenien quatre i 266 en tenien cinc o més. 370 habitatges disposaven pel capbaix d'una plaça de pàrquing. A 149 habitatges hi havia un automòbil i a 270 n'hi havia dos o més.

### Piràmide de població
La piràmide de població per edats i sexe el 2009 era:
| Homes | Edats   | Dones |
| ----- | ------- | ----- |
| 0     | 95 o +  | 0     |
| 0     | 90 a 94 | 0     |
| 0     | 85 a 89 | 0     |
| 4     | 80 a 84 | 4     |
| 4     | 75 a 79 | 0     |
| 16    | 70 a 74 | 16    |
| 28    | 65 a 69 | 20    |
| 20    | 60 a 64 | 16    |
| 24    | 55 a 59 | 32    |
| 40    | 50 a 54 | 40    |
| 44    | 45 a 49 | 48    |
| 40    | 40 a 44 | 44    |
| 36    | 35 a 39 | 40    |
| 24    | 30 a 34 | 28    |
| 8     | 25 a 29 | 16    |
| 24    | 20 a 24 | 8     |
| 40    | 15 a 19 | 40    |
| 32    | 10 a 14 | 48    |
| 24    | 5 a 9   | 24    |
| 28    | 0 a 4   | 16    |

## Economia
El 2007 la població en edat de treballar era de 778 persones, 591 eren actives i 187 eren inactives. De les 591 persones actives 558 estaven ocupades (299 homes i 259 dones) i 33 estaven aturades (16 homes i 17 dones). De les 187 persones inactives 87 estaven jubilades, 54 estaven estudiant i 46 estaven classificades com a «altres inactius».

### Ingressos
El 2009 a Longèves hi havia 445 unitats fiscals que integraven 1.235 persones, la mediana anual d'ingressos fiscals per persona era de 18.515 €.

### Activitats econòmiques
Dels 34 establiments que hi havia el 2007, 1 era d'una empresa de fabricació d'elements pel transport, 2 d'empreses de fabricació d'altres productes industrials, 10 d'empreses de construcció, 11 d'empreses de comerç i reparació d'automòbils, 2 d'empreses financeres, 1 d'una empresa immobiliària, 3 d'empreses de serveis, 1 d'una entitat de l'administració pública i 3 d'empreses classificades com a «altres activitats de serveis».
Dels 16 establiments de servei als particulars que hi havia el 2009, 1 era una oficina bancària, 2 tallers de reparació d'automòbils i de material agrícola, 5 paletes, 1 guixaire pintor, 3 fusteries, 1 electricista, 2 perruqueries i 1 agència immobiliària.
Dels 2 establiments comercials que hi havia el 2009, 1 era una botiga de mobles i 1 una floristeria.
L'any 2000 a Longèves hi havia 23 explotacions agrícoles que ocupaven un total de 1.092 hectàrees.

## Equipaments sanitaris i escolars
L'únic equipament sanitari que hi havia el 2009 era una ambulància.
El 2009 hi havia una escola elemental.

## Poblacions properes
El següent diagrama mostra les poblacions més properes.